# Loi organique de régulation de l'euthanasie
Lire en ligne

(es) Sur le site du Bulletin officiel de l'État

La loi organique de régulation de l'euthanasie du 24 mars 2021 (en espagnol : Ley Orgánica 3/2021, de 24 de marzo, de regulación de la eutanasia), plus connue en tant que loi sur l'euthanasie (Ley de Eutanasia), est une loi organique espagnole approuvée le 18 mars 2021, qui légalise et régule le droit à l'euthanasie sur le territoire espagnol. L'adoption de cette loi fait de l'Espagne le septième pays au monde à légaliser l'euthanasie.
La loi régule le droit à l'euthanasie et au suicide assisté pour les personnes qui souffrent de « maladies graves et incurables » ou des « douleurs chroniques et immobilisantes » provoquant une dépendance et des « souffrances physiques et psychiques constantes et insupportables ». Elle fixe également les formalités juridiques de mise en œuvre du processus d'euthanasie.
Un an après l'entrée en vigueur de la loi, un total de 180 personnes ont fait valoir leur droit à l'euthanasie en Espagne, selon la ministre de la santé Carolina Darias.

## Contexte et parcours législatif

### Anciens projets de loi

Statut de l'euthanasie dans le monde :
Euthanasie active légale
Euthanasie passive légale (refus de traitement et/ou retrait du support vital)
Euthanasie active illégale, euthanasie passive non réglementée
Toutes formes d'euthanasie illégales

En janvier 2017, le groupe parlementaire Unidos Podemos-En Comú Podem-En Mare présente une proposition de loi sur l'euthanasie, incluant la dépénalistion de l'acte d'assistance à la mort par un médecin, en modifiant l'article 143 du code pénal espagnol. Malgré le soutien du Parti nationaliste basque et de la Gauche républicaine, le projet de loi a été rejeté par le Parti Populaire alors au pouvoir, le Forum des Asturies et l'Union du peuple navarrais ; de plus, l'abstention du PSOE et de Ciudadanos a définitivement mis fin au projet,. Le PP a notamment justifié sa position en affirmant que la loi « n'est pas prioritaire » et qu'elle « présente des problèmes importants ».
Un an plus tard, le 3 mai 2018, le PSOE a présenté une nouvelle proposition de loi organique avec comme objectif de réguler l'euthanasie. Après l'adoption de la motion de censure contre le gouvernement de Mariano Rajoy et l'avènement du gouvernement Sánchez I, la proposition de loi fut débattue au Congrès le 25 octobre. Le PP a maintenu sa ferme opposition à loi, bien que le PSOE avait le soutien de la majorité des forces de gauche. Cependant la loi ne fut toujours pas adoptée, puisque le bureau du Congrès des Députés (es), sur proposition du PP et de Ciudadanos, a notamment repoussé 19 fois la date limite pour présenter des amendements.
Avec la formation du gouvernement Sánchez II, le PSOE présente une nouvelle fois la proposition de loi organique début 2020. La proposition de loi est débattue pour la première fois le 12 février 2020, recevant les votes positifs de tous les groupes parlementaires excepté ceux du PP, de Vox, de l'UPN et du Forum des Asturies, soit 201 votes pour et 140 votes contre. Le PP et Vox ont chacun présenté des textes alternatifs centrés sur les soins palliatifs, qui seront tous deux rejetés par le Congrès.

### Approbation
Le texte de loi définitif fut approuvé par le Congrès le 18 décembre 2020, avec 198 votes pour (PSOE, Podemos, BNG, ERC, Gauche républicaine, Junts, Más País, EH Bildu, PNV, CUP et Ciudadanos) et 138 votes contre (PP, Vox et UPN). Le texte fut transmis au Sénat, où les différents groupes —PSOE inclus— ont présenté de nouvelles modifications. Le Sénat approuve le texte le 10 mars 2021, avec 155 votes pour, 101 votes contre et 4 abstentions.
La loi est définitivement adoptée lors de son dernier examen au Congrès le 18 mars 2021. Après le vote, les députés socialistes et leurs alliés ont applaudi pendant plus de trois minutes, tandis que les députés de Vox ont affiché sur leurs ordinateurs portable le message « nous l'abrogerons » ; la présidente du Congrès Meritxell Batet a rappelé aux membres du groupe parlementaire que « [l'opinion dans l'hémicycle] s'exprime par des paroles et non pas avec des pancartes ». Le texte est publié au Bulletin officiel de l'État le 25 mars, mais ne rentre en vigueur que trois mois plus tard, le 25 juin.
| Date                                    | Vote       |     |    |    |    |    |    |   |   |   |   |   |   |   |   |   |   |   |   |   | Total     |
| --------------------------------------- | ---------- | --- | -- | -- | -- | -- | -- | - | - | - | - | - | - | - | - | - | - | - | - | - | --------- |
| 18 mars 2021 (Majorité absolue requise) | pour       | 120 |    |    | 33 | 12 | 10 | 6 | 6 | 5 | 1 | 1 |   | 1 |   | 1 | 1 | 1 |   |   | 198 / 350 |
| 18 mars 2021 (Majorité absolue requise) | contre     |     | 87 | 52 |    |    |    | 1 |   |   |   |   |   |   | 1 |   |   |   |   | 1 | 142 / 350 |
| 18 mars 2021 (Majorité absolue requise) | Abstention |     |    |    |    |    |    |   |   |   |   |   | 1 |   |   |   |   |   | 1 |   | 2 / 350   |

## Contenu

### Présentation générale
Le préambule de la loi définit l'euthanasie comme une « action qui entraîne directement et intentionnellement la mort d'une personne par une relation de cause à effet unique et immédiate, à la demande informée, expresse et répétée dans le temps de la dite personne, et qui s'inscrit dans un contexte de souffrance due à une maladie ou à un état incurable, ressentie comme inacceptable par la personne et ne pouvant être apaisée par d'autres moyens ».
Le texte permet aux personnes souffrant d'« une maladie grave et incurable » ou d'« une douleur chronique et immobilisante » produisant une perte d'autonomie majeure provoquant une « souffrance physique et psychique constante et insupportable » de solliciter de l'aide afin de mettre fin à leur vie, dans des conditions à respecter. La loi stipule que lorsqu'une personne se trouve dans une situation « qui porte atteinte à sa dignité, sa vie privée et son intégrité, [...] il n'existe pas de devoir constitutionnel de protéger à tout prix la vie [d'une personne] contre sa volonté », et que « l'État est obligé de fournir un régime juridique établissant les garanties et la sécurité juridique nécessaires [pour pratiquer l'euthanasie] »,:

« [La loi] vise à légiférer afin de respecter l'autonomie et la volonté de mettre fin à la vie de ceux souffrant de douleurs chroniques et immobilisantes, ou d'une maladie grave et incurable, provoquant une souffrance insupportable qui ne peut être apaisée dans des conditions qu'ils considèrent comme acceptables, dans ce que l'on appellera "contexte euthanasique". À cette fin, la présente loi réglemente et dépénalise l'euthanasie dans certains cas clairements définis, offrant des garanties suffisantes qui préservent la liberté absolue de décision, en excluant toute pression extérieure de quelque manière que ce soit. »

La loi organique crée le cadre juridique donnant naissance à un droit nouveau, le droit à l'euthanasie, sur le territoire espagnol. L'euthanasie est définie comme une action entraînant la mort d'une personne sous réserve de sa demande « informée, expresse et répétée » de la dite personne ; le texte établit cependant une distinction entre l'euthanasie active indirecte — dans laquelle le patient reçoit un agent passif provoquant la mort — et l'euthanasie passive, dans laquelle le patient n'adopte pas de nouveaux traitements et interrompt les traitements déjà en place. En outre, la loi mentionne que l'euthanasie peut se faire activement (lorsque le médecin met fin à la vie du patient), ou sous forme de suicide assisté — bien que cela ne soit pas défini comme tel dans le texte —, c'est-à-dire lorsqu'un patient se donne la mort avec un médecin qui lui fournit les outils nécessaires et le guide pendant le processus,.
Le texte restreint le droit à l'euthanasie aux personnes majeures, de nationalité espagnole, et résidant légalement sur le territoire espagnol depuis plus d'un an. En outre, la maladie de laquelle souffre le patient doit répondre aux critères de gravité, de perte d'autonomie rt d'incurabilité mentionnés ci-dessus, et le patient doit être capable de prendre une décision « autonome, consciente et informée » sans pression extérieure de la part de tiers.
La loi précise que la demande d'euthanasie doit être écrite, datée et signée par le patient après en avoir informé l'équipe médicale, qui doit la consigner de le dossier médical du patient. Si le patient n'est pas considéré comme étant « pleinement capable et conscient », l'euthanasie peut tout de même être effectuée si le patient a précédemment rédigé « un testament de vie, des directives anticipées ou des documents équivalents légalement reconnus ». Le patient a également la possibilité de revenir sur sa décision à tout moment du processus.

### Déroulement de la procédure
Afin de débuter la procédure, le médecin responsable du patient doit donner son autorisation initiale. Ensuite démarre une « procédure de délibération » au niveau du pronostic, où est également abordée la question des choix palliatifs. Quinze jours après la première autorisation, le patient doit réitérer sa demande ; cette période peut être raccourcie si la mort ou la perte de conscience du patient est jugée imminente. Après cette seconde demande, le patient doit décider dans un délai de 24 heures s'il se désiste de la procédure ou non. Le médecin doit alors, dans un délai de 10 jours, demander un second avis médical qui vérifie le respect ou non des conditions citées ci-dessus, et qui émet un rapport qui peut servir de recours en cas de refus. Le second médecin doit « être informé des pathologies dont est atteint le patient », tout en n'appartenant pas à l'équipe du médecin responsable.
À partir de cette étape du processus, celui-ci implique la Commission de garantie et d'évaluation (Comisión de Garantía y Evaluación) ; cet organisme, qui est pluridisciplinaire et doit compter « au minimum sept membres issus entre autres du personnel médical, juridique et infirmier », est chargé d'effectuer un contrôle a priori en nommant deux membres (un professionnel médical et un professionnel juridique) qui sont chargés de vérifier si les conditions sont remplies, et qui remettent un rapport dans un délai de sept jours.
Chaque communauté autonome dispose de sa propre commission, et est chargée d'en nommer les différents membres. En cas de refus d'une demande par la Commission, le patient peut faire appel de cette décision devant le tribunal administratif compétent. Au contraire, si la demande est refusée par le corps médical, le patient peut faire appel de cette décision devant la Commission,.

### Autres mesures
Au niveau du lieu où peut se dérouler l'euthanasie, la loi affirme que celle-ci peut s'effectuer soit dans un centre médical public ou privé, soit à domicile. L'euthanasie est prise en charge par le Système national de santé (es).
La loi garantit également aux médecins le droit de refuser de prendre part à un processus d'euthanasie si ceux-ci en font la demande écrite,. La loi oblige également les administrations de la santé à « établir un registre des membres du personnel médical objecteurs de conscience ».

## Réactions

### Réactions du corps médical
Dans le milieu de la bioéthique, l'Ordre des médecins d'Espagne a affirmé dans un communiqué que la proposition de loi est contraire « à notre Code de déontologie médicale et contredit la position de l'Association médicale mondiale »,. L'Ordre des pharmaciens de Madrid et l'ICOMEM (es) ont également déclaré leur opposition à la loi,. Le président de l'ICOMEM, Manuel Martínez-Sellés (es), a affirmé que la loi est « contre l'essence de la médecine » et revient à « tuer le patient » ; 1200 professionnels de la santé de Madrid ont répondu dans une lettre ouverte à ces déclarations, rappelant que l'ICOMEM a elle-même réalisé un sondage en décembre 2019, affirmant que 9 médecins sur 10 soutenaient la régulation de l'euthanasie; Sellés leur a alors également répondu, affirmant qu'il « n'avait pas connaissance de ce sondage » et que, s'il était vrai, celui-ci représenterait « seulement 2% des médecins madrilènes ».
L'Ordre des médecins de Catalogne s'est prononcé en faveur de l'approbation de la loi, rappelant l'importance pour le médecin de « respecter la décision du patient » et de « planifier les décisions à l'avance dans la mesure du possible ».
En février 2021, la Société espagnole de psychiatrie, à travers son groupe de travail sur la bioéthique, a créé un document de positionnement à propos de la loi. Le texte se centre notamment sur les répercussions de la loi sur les personnes souffrant de maladies mentales, dont certaines, selon l'association, peuvent avoir un impact majeur sur la capacité des malades à prendre une décision libre.
Le Comité de bioéthique d'Espagne (es) ne fut pas consulté pour la rédaction de la loi, bien qu'il ait annoncé en mars 2020 son intention de publier un rapport sur la question en tant que « norme d'une importance sociale, éthique et juridique considérable » et de contribuer au débat social. Le 6 octobre 2020, le comité a présenté son rapport « discuté et adopté à l'unanimité » dans lequel celui-ci s'oppose à la légalisation de l'euthanasie ; le comité propose toutefois « la protocolisation, dans le cadre des bonnes pratiques médicales, de l'utilisation de la sédation palliative dans des cas spécifiques de souffrance existentielle réfractaire ». Le comité propose également de « [rendre] universel le recours aux soins palliatifs et [d']améliorer les mesures et les ressources d'accompagnement social et sanitaire ».

### Recours en inconstitutionnalité contre la loi
Le Comité espagnol de représentation des personnes handicapées (es) a demandé en avril 2021 au défenseur du peuple de déposer un recours en inconstitutionnalité contre certains préceptes de la loi, qu'il considère comme étant de la discrimination fondée sur le handicap.
Le 16 juin 2021, le parti politique Vox a déposé un recours en inconstitutionnalité contre la loi ; celle-ci affirme que la loi doit être suspendue « dans les plus brefs délais », affirmant que celle-ci affecte le droit à la vie. Le 24 juin, le Parti populaire dépose également un recours, bien que celui-ci ne demande que la modification de certains passages de la loi.
Le Tribunal constitutionnel a rejeté le recours de Vox en mars 2023, tandis que celui du Parti populaire est rejeté le 13 septembre de cette même année.

### Opinion publique
Selon une enquête de Metroscopia réalisée en 2019, 87 % des sondés affirment que les personnes atteintes d'une maladie incurable ont le droit de demander à leur médecin un produit leur permettant de mettre fin à leur vie sans douleur. La même année, une enquête à laquelle participent 24 % des médecins espagnols affirme que 7 médecins sur 10 soutiennent la légalisation de l'euthanasie. En 2022, après l'approbation de la loi, une enquête réalisée par l'Ordre des Infirmiers des Baléares montre que 87 % des sondés sont en faveur de l'euthanasie, et affirme que 66 % des sondés sont prêts à préparer et à administrer le produit fatal.
Selon une enquête de Sigma Dos (es) pour El Mundo publiée en janvier 2021, 69,8 % de la population espagnole se montre en faveur de la loi, contre 20,5 % contre. Au niveau des tendances politiques, 87,5 % des électeurs du PSOE, 96,3 % des électeurs d'Unidas Podemos et 68,9 % de électeurs de Ciudadanos se montrent en faveur de la loi. L'opinion des électeurs de Vox est plus divisée, avec 44,8 % pour et 47,5 % contre, contrairement aux électeurs du PP qui sont ceux qui refusent le plus la loi, avec 31,1 % d'électeurs pour et 46,9 % contre,.
Une autre enquête publique, publiée en janvier 2022 par El País, montre que 64 % des sondés affirment que la loi est « bonne » ou « très bonne », avec 15,7 % qui la qualifient de « normale » et avec 20 % qui la refusent,.